# Station Marchegg
Station Marchegg is een station in de Oostenrijkse gemeente Marchegg dat is geopend in 1847.